# نموذج الحالة العاطفية بي إيه دي

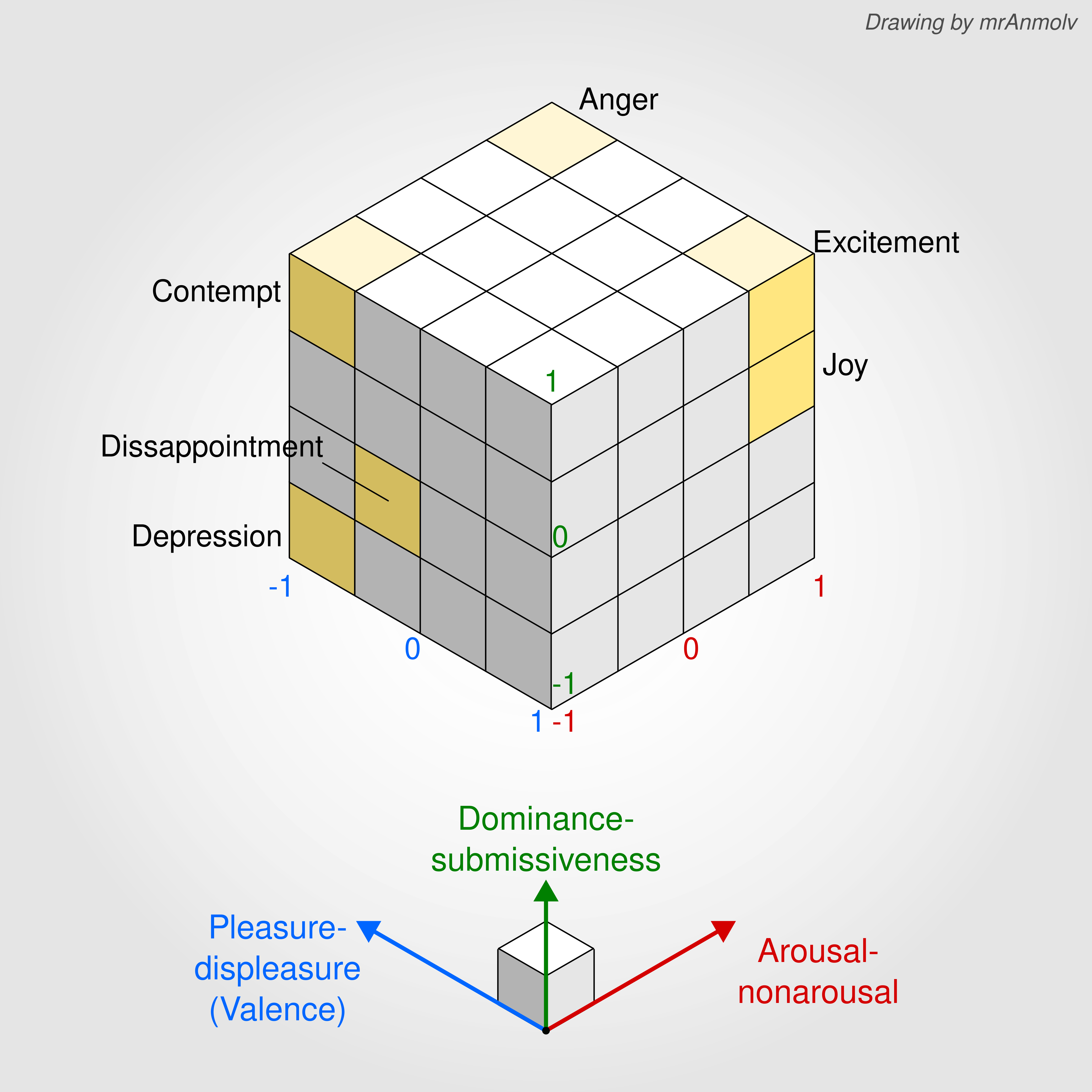
صورة توضيحية

يعتبر نموذج الحالة العاطفية بّي إيه دي نموذجًا نفسيًا طوره ألبرت محرابيان وجيمس أ. راسل (1974 وما بعدها) لوصف وقياس الحالات العاطفية. يستخدم نموذج بّي إيه دي ثلاثة أبعاد عددية هي المتعة (بّي)، والتيقظ (إيه)، والهيمنة (دي) لتمثيل جميع المشاعر. استخدم في البداية في نظرية علم نفس البيئة، كانت الفكرة الأساسية هي أن البيئات المادية تؤثر على الناس عن طريق تأثيرها العاطفي. استخدمه بيتر لانغ وزملائه لاحقًا لاقتراح نظرية فيزيولوجية للعاطفة. استخدمه أيضًا جيمس أ. راسل لتطوير نظرية الحوادث العاطفية (أحداث مشحونة عاطفيًا قصيرة نسبيًا). طُور جزء بّي إيه (المتعة والتيقظ) من بّي إيه دي إلى نموذج دائري لاختبار المشاعر، وسمى هذان البعدان «التأثير الأساسي». أُعيد وضع مفهوم الجزء دي (الهيمنة) من نموذج بّي إيه دي كجزء من عملية التقييم في حدث عاطفي (تقييم معرفي بارد للموقف يثير المشاعر). تُسمى النسخة الأكثر تطورًا من هذا النهج نظرية البناء النفسي للعاطفة.
استُخدم نموذج بّي إيه دي (المتعة، التيقظ، الهيمنة) لدراسة التواصل غير اللفظي مثل لغة الجسد في علم النفس. وطبق أيضًا على التسويق الاستهلاكي وبناء الشخصيات المتحركة التي تعبر عن المشاعر في العوالم الإفتراضية.

## بنية الأبعاد
يستخدم بّي إيه دي مقاييس ثلاثية الأبعاد يمكن أن يكون لها نظريًا أي قيم عددية. تُذكرنا بنية الأبعاد بعمل فيلهلم فونت للقرن التاسع عشر الذي استخدم أيضًا نظامًا ثلاثي الأبعاد، وعمل تشارلز إي. أوسغود في القرن العشرين أيضًا.
يقيس مقياس المتعة والاستياء مدى شعور المرء بالسرور أو عدم السرور تجاه شيء ما. إذ يعتبر كل من الغضب والخوف مثلًا مشاعر غير سارة، ويُسجل كلاهما في جانب الاستياء. بينما يعتبر الفرح عاطفة سارة.
يقيس مقياس التيقظ-عدم التيقظ مدى شعور المرء بالحيوية أو الخدر. والتيقظ ليس شدة العاطفة؛ إذ يمكن أن يكون الحزن والاكتئاب مشاعر قوية ولكن قليلة التيقظ. بينما يعد كلًا من الغضب والغيظ مشاعر غير سارة، يملك الغيظ شدة أو حالة تيقظ أعلى. يملك الملل، وهو حالة غير سارة أيضًا، قيمة تيقظ منخفضة.
يمثل مقياس الهيمنة والخضوع شعور المرء بالسيطرة والهيمنة مقابل الشعور بالخضوع أو الإذعان. ففي حين يعتبر كلًا من الخوف والغضب مشاعر غير سارة، يعطي الغضب  شعورًا بالهيمنة، بينما يمنح الخوف شعورًا بالخضوع.
تستخدم نسخة مختصرة من النموذج أربع قيم فقط لكل بُعد، وتوفر 64 قيمة فقط للعواطف المحتملة. على سبيل المثال، يعتبر الغضب عاطفة غير سارة وشديدة التيقظ ومهيمنة نسبيًا، بينما يعتبر الملل غير سار إلى حد ما، وقليل التيقظ، وغير مهيمن غالبًا.

## التطبيقات

### التسويق
استخدم النموذج المختصر في الدراسات التنظيمية حيث تقاس المشاعر تجاه كيانات أو منتجات معينة يسوقونها.
استخدم نموذج بّي إيه دي في دراسة سلوك المستهلك في المتاجر، لتحديد آثار المتعة والتيقظ على قضايا مثل الوقت الإضافي المستغرق في المتجر والإنفاق غير المخطط له.

### شخصيات عاطفية افتراضية
استخدم نموذج بّي إيه دي ونموذج فضاء بّي دي إيه المقابل في بناء العناصر المتحركة تظهر المشاعر. يصف بيكر وآخرون مثلًا كيف يمكن تعيين المشاعر الأساسية والثانوية من خلال فضاء بّي دي إيه إلى ملامح في وجوه الشخصيات المتحركة لتعكس السعادة أو الملل أو الإحباط أو الانزعاج. وناقش لانس وآخرون كيف يمكن استخدام نموذج بّي إيه دي لدراسة سلوك النظرة في العوامل المتحركة.